# Paracucumis
Paracucumis is een geslacht van zeekomkommers, en het typegeslacht van de familie Paracucumidae.

## Soorten
- Paracucumis turricata (Vaney, 1906)